# Filip Pravdica
Filip Pravdica, né le 28 juillet 1995 à Rijeka, est un athlète croate spécialiste du saut en longueur.

## Biographie
Lors du meeting 2024 de Kranj en Slovénie, il bat le record de Croatie du saut en longueur, détenu depuis 2002 par Siniša Ergotić, avec un saut à 8,35 m, 2e meilleure performance mondiale de l'année derrière les 8,36 m du Grec Miltiadis Tentoglou. Ce saut le qualifie directement pour les Championnats d'Europe et les Jeux olympiques, où il échoue en qualifications.

## Palmarès
National : 
- 3 titres : 2018, 2022, 2024
- 4 titres en salle : 2016, 2021, 2023, 2024

### Records
| Épreuve          | Performance | Lieu  | Date        |
| ---------------- | ----------- | ----- | ----------- |
| Saut en longueur | 8,35 m (NR) | Kranj | 11 mai 2024 |